# Петров, Александр Александрович (член ГД)
Алекса́ндр Алекса́ндрович Петро́в (1868 — после 1917) — можайский городской староста, член IV Государственной думы от Московской губернии.

## Биография
Родился в 1868 году в Российской Империи.
Православный. Личный почетный гражданин. Домовладелец города Можайска, землевладелец Можайского уезда (1500 десятин).
По окончании Московского коммерческого училища в 1887 году, занялся хозяйством в своем имении. В 1893 году был избран в гласные Можайского уездного земского собрания, а в 1896 году — в члены уездной земской управы. В 1897 году оставил место члена управы, будучи избран Можайским городским старостой, в каковой должности состоял беспрерывно до избрания в Государственную думу.
В 1912 году был избран членом Государственной думы от 1-го съезда городских избирателей Московской губернии. Входил во фракцию центра и Прогрессивный блок. Состоял членом комиссий: по исполнению государственной росписи доходов и расходов, по городским делам, земельной, по местному самоуправлению и по рабочему вопросу.
Судьба после 1917 года неизвестна. Был женат, имел шестеро детей.